# Vil·la Subur
La Vil·la Subur és una obra del municipi de Sitges (Garraf) inclosa en l'Inventari del Patrimoni Arquitectònic de Catalunya.

## Descripció
Edifici entre mitgeres de planta baixa. Té dos terrats esglaonats. La façana és de composició simètrica i senzilla, amb porta d'accés i una finestra a cada banda. Aquestes tres obertures rectangulars presenten idèntiques motllures amb decoració floral. Per damunt les cambres d'aire hi ha una cornisa sobresortint, sostinguda per cartel·les, i la barana del terrat amb un element central sinuós i molt elevat on figura la inscripció de "Villa Subur". És remarcable el treball d'esgrafiat de la façana, blanc sobre fons verd.

## Història
D'acord amb la documentació conservada a l'Arxiu Municipal de Sitges, l'11 de juliol de 1908 el propietari, Joan Bassa, va presentar a l'Ajuntament de Sitges sol·licitud de permís d'obres per construir una casa, d'acord amb els plànols signats per l'arquitecte Juli Batllevell. La instància fou aprovada el 13 d'agost de 1908.

## Galeria

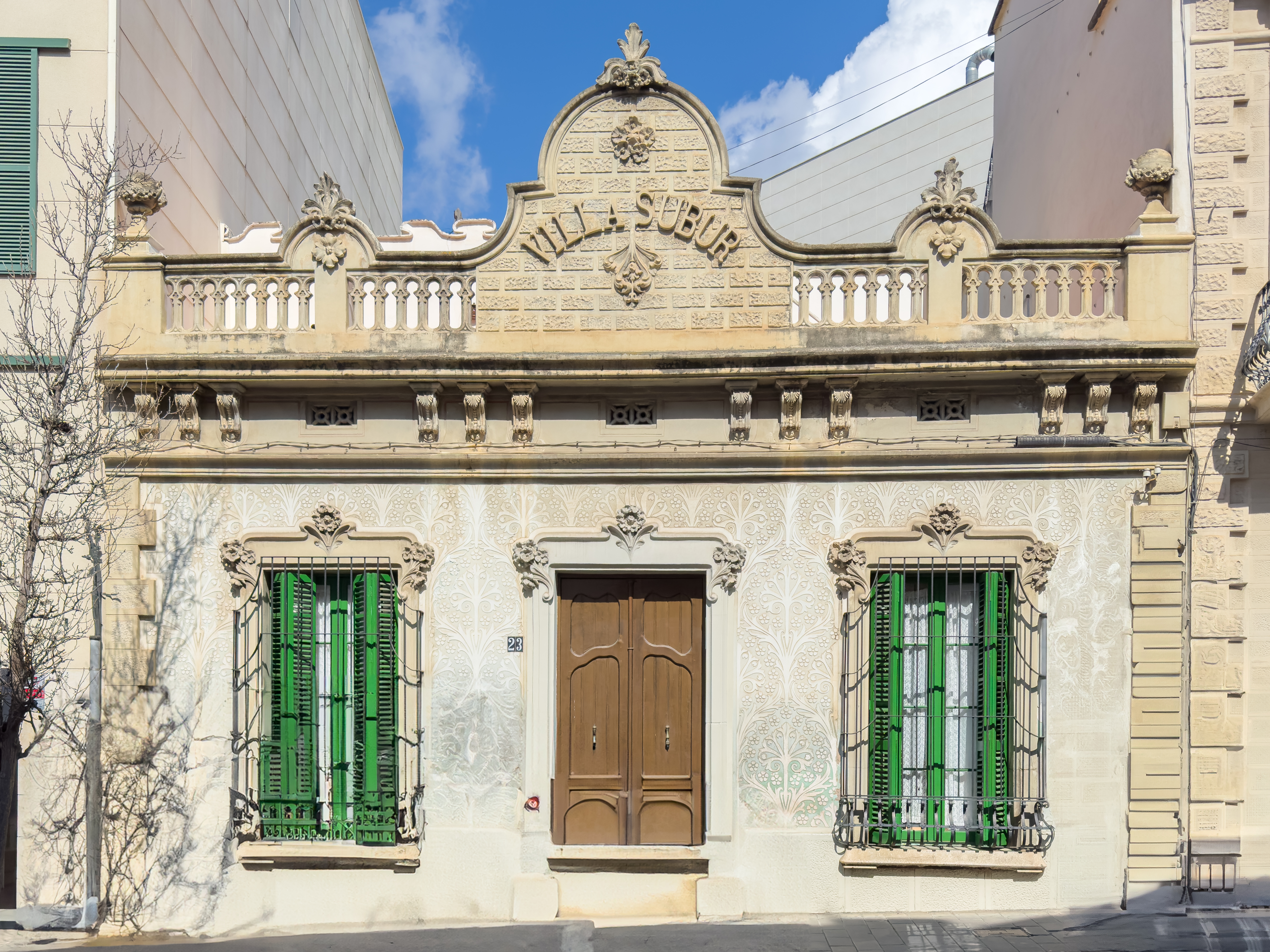
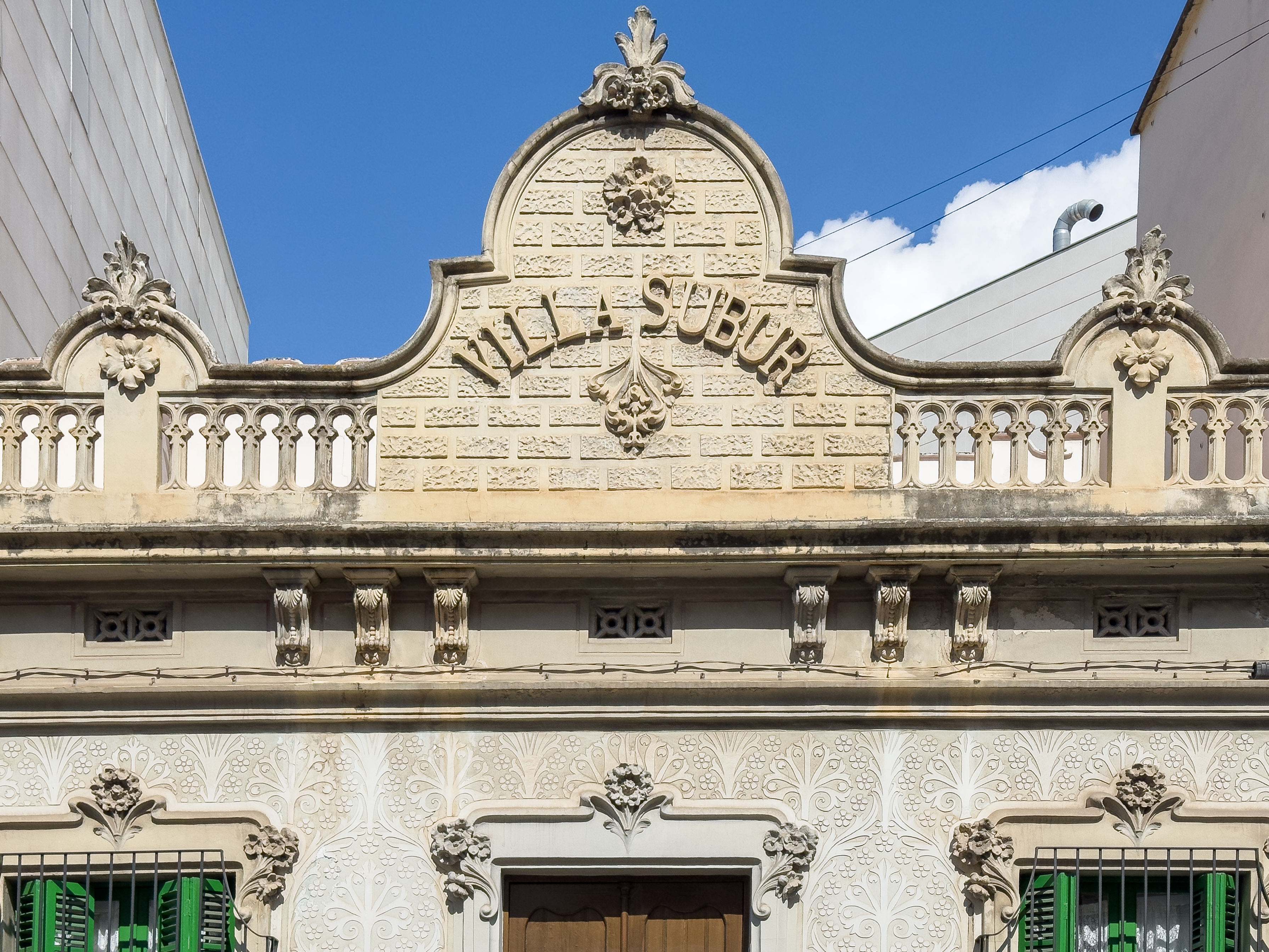
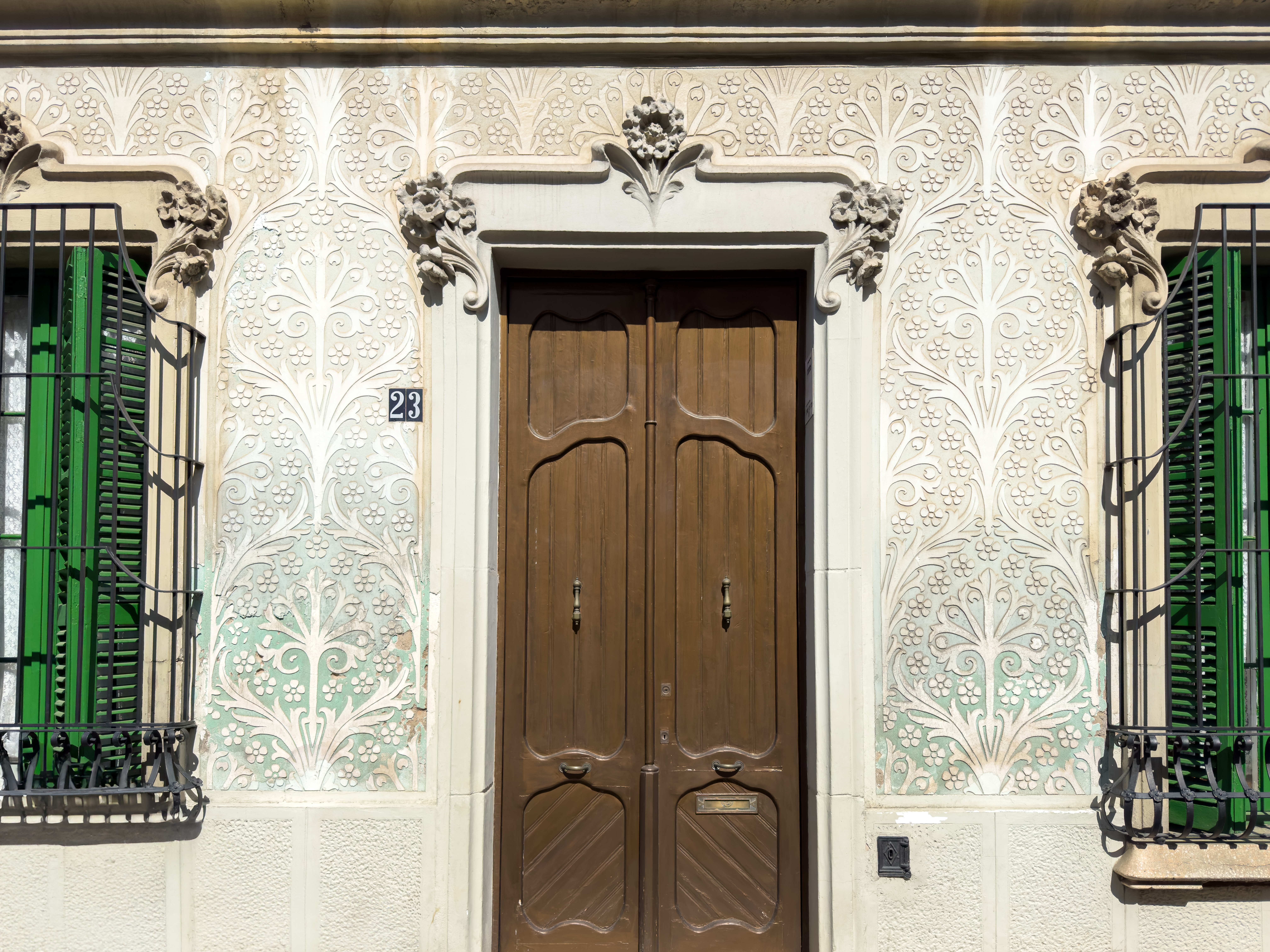
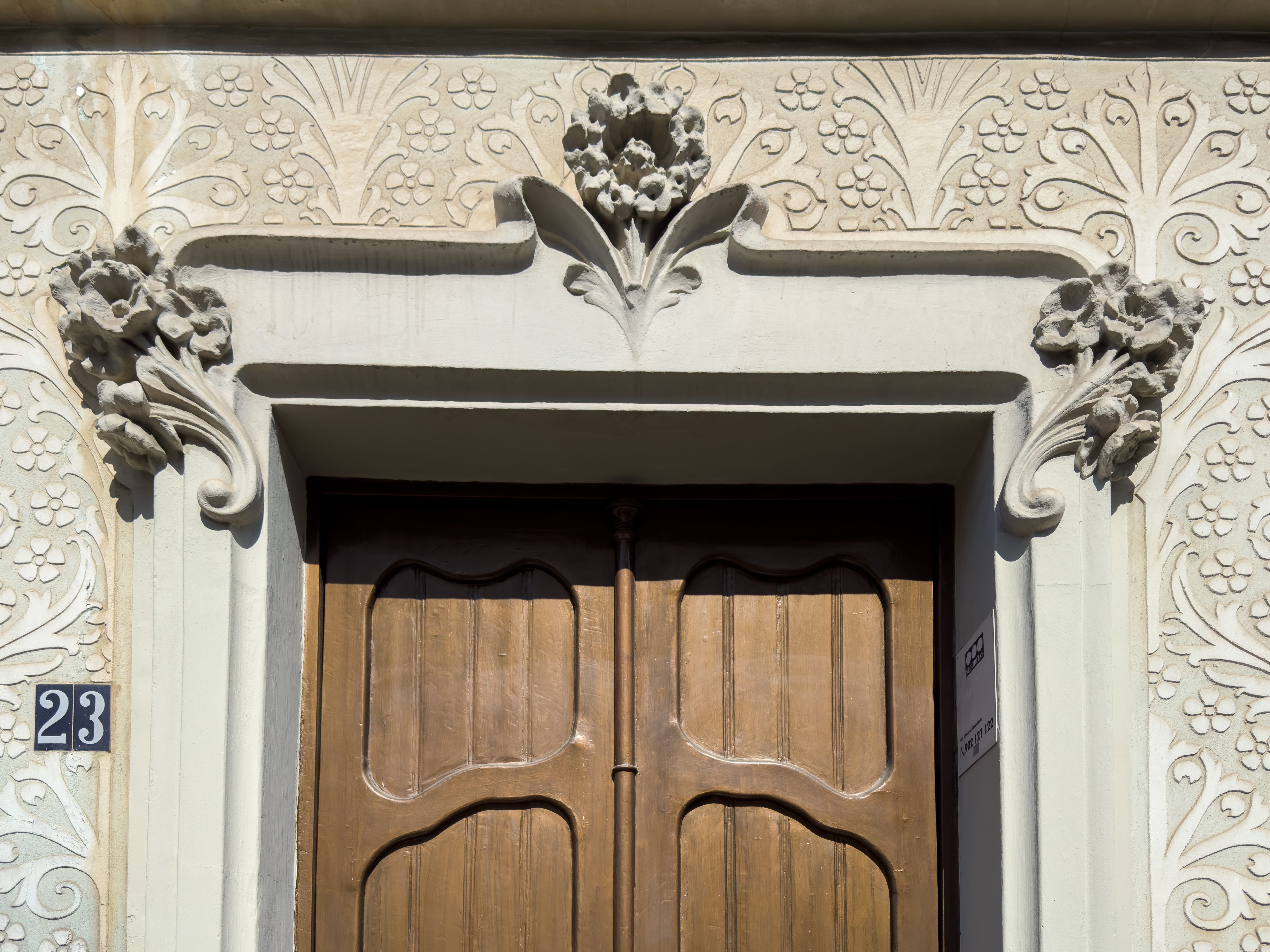
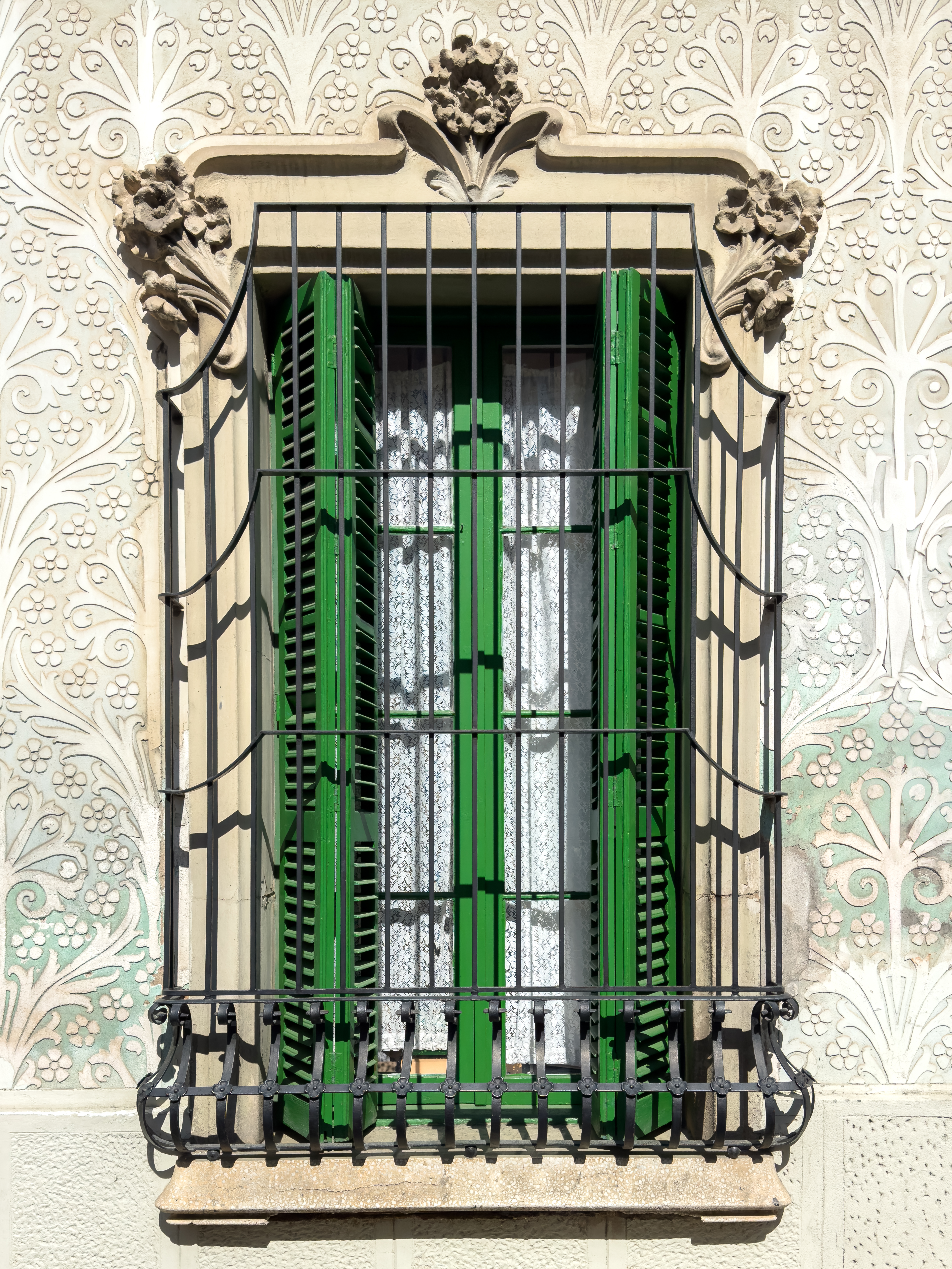